# Arthur Kennedy (acteur)
Pour les articles homonymes, voir Arthur Kennedy et Kennedy.
John Arthur Kennedy est un acteur américain, né le 17 février 1914 à Worcester (Massachusetts), et mort le 5 janvier 1990 à Branford (Connecticut).

## Biographie

### Vie privée
Conjoint : Mary Cheffey (1915-1975)

## Filmographie

### Cinéma
- 1940 : Ville conquise (City for Conquest) d'Anatole Litvak : Eddie Kenny
- 1941 : La Grande Évasion (High Sierra) de Raoul Walsh : "Red" Hattery
- 1941 : Knockout de William Clemens : Johnny Rocket, alias "Kid Williams"
- 1941 : Strange Alibi de D. Ross Lederman : le sergent Joe Geary
- 1941 : Bandits d'honneur (Bad Men of Missouri) de Ray Enright : Jim Younger
- 1941 : Highway West de William C. McGann : George Foster
- 1941 : La Charge fantastique (They Died with Their Boots On) de Raoul Walsh : Ned Sharp
- 1942 : Sabotage à Berlin (Desperate journey) : le capitaine d'aviation Jed Forrest
- 1943 : Air Force de Howard Hawks : le lieutenant Thomas C. McMartin, bombardier
- 1944 : Resisting Enemy Interrogation de Robert B. Sinclair (Docudrame) : le sergent Alfred Mason
- 1946 : La Vie passionnée des sœurs Brontë (Devotion) de Curtis Bernhardt : Branwell Brontë
- 1947 : Boomerang ! d'Elia Kazan : John Waldron
- 1947 : Cheyenne de Raoul Walsh : le "Sundance Kid"
- 1949 : Les Aventuriers du désert (The Walking Hills) de John Sturges : Chalk
- 1949 : Le Champion (Champion) de Mark Robson : Connie Kelly
- 1949 : Une incroyable histoire (The Window) de Ted Tetzlaff : Ed Woodry
- 1949 : La Tigresse (Too Late for Tears) de Byron Haskin : Alan Palmer
- 1949 : Enquête à Chicago (Chicago Deadline)  : Tommy Ditman
- 1950 : La Ménagerie de verre (The Glass Menagerie) d'Irving Rapper : Tom Wingfield
- 1951 : La Nouvelle Aurore (Bright Victory) de Mark Robson : Larry Nevins
- 1951 : Montagne rouge (Red Mountain) de William Dieterle : Lane Waldron
- 1952 : Les Affameurs (Bend of the River) d'Anthony Mann : Emerson Cole
- 1952 : L'Ange des maudits (Rancho Notorious) de Fritz Lang : Vern Haskell
- 1952 : La Jeune Fille en blanc (The Girl in White) de John Sturges : l'interne en médecine Ben Barringer
- 1952 : Les Indomptables (The Lusty Men) de Nicholas Ray : Wes Merritt
- 1954 : Impulse de Cy Endfield : Alan Curtis
- 1955 : Crashout de Lewis R. Foster : Joe Quinn
- 1955 : L'Homme de la plaine (The Man from Laramie) d'Anthony Mann : Vic Hansbro
- 1955 : La Maison des otages (The Desperate Hours) de William Wyler : le shérif adjoint Jesse Bard
- 1955 : Mon fils est innocent (Trial) de Mark Robson: Bernard "Barney" Castle
- 1955 : Le Bandit (The Naked Dawn) d'Edgar G. Ulmer : Santiago
- 1955 : Les Années sauvages (The Rawhide Years) de Rudolph Maté : Rick Harper
- 1957 : Les Plaisirs de l'enfer (Peyton Place) de Mark Robson : Lucas Cross
- 1958 : Crépuscule sur l'océan (Twilight for the Gods) de Joseph Pevney : le second Ramsay
- 1958 : Comme un torrent (Some Came Running) de Vincente Minnelli : Frank Hirsh
- 1959 : Home Is the Hero de Fielder Cook : Willie O'Reilly
- 1959 : Ils n'ont que vingt ans (A Summer Place) de Delmer Daves : Bart Hunter
- 1960 : Elmer Gantry le charlatan (Elmer Gantry) de Richard Brooks : Jim Lefferts
- 1961 : Le Train de 16h50 (Murder She Said) de George Pollock : le docteur Paul Quimper
- 1961 : Claudelle Inglish de Gordon Douglas : Clyde Inglish
- 1962 : Aventures de jeunesse (Hemingway's Adventures of a Young Man) de Martin Ritt : le docteur Henry Adams
- 1962 : Barabbas de Richard Fleischer : Ponce Pilate
- 1962 : Lawrence d'Arabie (Lawrence of Arabia) de David Lean : Jackson Bentley
- 1964 : Les Cheyennes (Cheyenne Autumn) de John Ford : Doc Holliday
- 1965 : Marcher ou mourir (Italiani, brava gente) de Giuseppe De Santis et Dmitri Vassiliev : Ferro Maria Ferri
- 1965 : Murieta de George Sherman : le capitaine Love
- 1965 : L'Amour est merveilleux (Joy in the Morning) d'Alex Segal : Patrick Brown
- 1966 : Nevada Smith de Henry Hathaway : Bill Bowdre
- 1966 : Le Voyage fantastique (Fantastic Voyage) de Richard Fleischer : le docteur Peter Duval
- 1967 : L'Enfant du lundi (La chica del lunes) de Leopoldo Torre Nilsson : Peter Richardson
- 1968 : Le Jour des apaches (Day of the Evil Gun) de Jerry Thorpe : Owen Forbes
- 1968 : Une minute pour prier, une seconde pour mourir (Un Minuto per pregare, un istante per morire) de Franco Giraldi : le marshal Roy W. Colby
- 1968 : La Bataille pour Anzio (Anzio) d'Edward Dmytryk et Duilio Coletti : le général de division Jack Lesley
- 1969 : Caine (Shark!) de Samuel Fuller : Doc
- 1969 : Hail, Hero! de David Miller : Albert Dixon
- 1971 : My Old Man's Place d'Edwin Sherin (en)  : Walter Pell
- 1973 : Baciamo le mani de Vittorio Schiraldi : Don Angelino Ferrante
- 1973 : Ricco (Un tipo con una faccia strana ti cerca per ucciderti) de Tulio Demicheli : Don Vito
- 1974 : La police a les mains liées (La polizia ha le mani legate) de Luciano Ercoli : Armando Di Federico
- 1974 : L'Antéchrist (L'anticristo) d'Alberto De Martino : l'évêque Ascanio Oderisi
- 1974 : Le Massacre des morts-vivants (Non si deve profanare il sonno dei morti) de Jorge Grau : l'inspecteur
- 1976 : Brigade spéciale (Roma a mano armata), d'Umberto Lenzi : le commissaire-adjoint Ruini
- 1976 : Ab morgen sind wir reich und ehrlich de Franz Antel : Mike Jannacone
- 1976 : Emmanuelle de l'île Taboo (La spaggia del desiderio) d'Enzo Ambrosio et Humberto Morales : Antonio
- 1977 : La Sentinelle des maudits (The Sentinel) de Michael Winner : Monseigneur Franchino
- 1977 : Nove ospiti per un delitto de Ferdinando Baldi : Ubaldo
- 1978 : Le Cheval et l'Enfant (Gli ultimi angeli) d'Enzo Doria : le grand-père
- 1978 : Bermudes: Triangle de l'enfer (Bermude: la fossa maledetta) de Tonino Ricci : M. Jackson
- 1978 : La Loi de la CIA (Sono stato un agente C.I.A.) de Romolo Guerrieri : le chef de station Maxwell
- 1978 : Porco mondo de Sergio Bergonzelli : le sénateur Merelli
- 1978 : Cyclone (El ciclón) de René Cardona Jr.: le prêtre
- 1979 : L'Humanoïde (L'umanoide) d'Aldo Lado : le docteur Kraspin
- 1989 : Signs of Life de John David Coles : Owen Coughlin
- 1990 : Grandpa d'Alan Ruffier : le grand-père

### Télévision
- 1959 : Our American Heritage (série télévisée) : Alexander Hamilton
- 1959 : Les Dix Commandements (Téléfilm) :
- 1960 : Playhouse 90 (série télévisée) : Paul Heller
- 1963 : Espionage (série télévisée) : Ed Pierce
- 1964 : Suspense (série télévisée) : Sgt. Mike Kenny
- 1964 : Suspicion (série télévisée) : Keith Hollands
- 1970 : The Movie Murderer (Téléfilm) : Angus McGregor
- 1971 : A Death of Innocence (Téléfilm) : Mark Hirsch
- 1972 : Crawlspace (Téléfilm) : Albert Graves
- 1973 : The President's Plane Is Missing (en) (Téléfilm) : Gunther Damon
- 1974 : The Man from Independence : Tom Pendergast
- 1974 : Nakia (série télévisée) : Sheriff Sam Jericho
- 1989 : I Figlio del vento (série télévisée)

## Voix françaises
| - Jacques Thébault dans : - L'Ange des maudits - Les Indomptables - Le Train de 16 h 50 - Le Jour des apaches - Roger Rudel dans : - Mon fils est innocent - Les Années sauvages (doublé en 1965) - Crépuscule sur l'océan - Les Cheyennes - Marc Cassot dans : - Les Affameurs - La Maison des otages | - René Arrieu dans : - Le Bandit - La Sentinelle des maudits - Jean-Claude Michel dans : - Lawrence d'Arabie - Barabbas et aussi : - Roger Till dans Le Champion - Ulric Guttinguer dans Montagne rouge - Jean Clarieux dans Les Plaisirs de l'enfer - Pierre Gay dans Comme un torrent - Claude Péran dans Elmer Gantry le charlatan - Claude Bertrand dans Nevada Smith - André Valmy dans Le Voyage fantastique - Raymond Loyer dans Une minute pour prier, une seconde pour mourir |

## Théâtre
- 1952 : See the Jaguar, mise en scène par Michael Gordon

## Distinction
- Golden Globes 1956 : Golden Globe du meilleur acteur dans un second rôle pour Le Procès